# Ласточка (шхуна, 1838)
«Ласточка» — парусная шхуна Черноморского флота Российской империи, участник Крымской войны.

## Описание судна
Парусная шхуна, одна из пяти шхун типа «Гонец». Длина шхуны по сведениям из различных источников составляла от 30,2 до 30,3 метра, ширина — 7,8 метра, а глубина интрюма — 4 метра. Вооружение судна состояло из семнадцати орудий, включавших две трёхфунтовые пушки, четырнадцать 18-фунтовых карронад и одной 36-фунтовой пушко-карронады.

## История службы
Шхуна «Ласточка» была заложена на стапеле Николаевского адмиралтейства 10 (22) февраля 1837 года и после спуска на воду 12 (24) июня 1838 года вошла в состав Черноморского флота. Строительство вёл кораблестроитель штабс-капитан С. И. Чернявский.
В кампанию 1838 года совершила плавание из Николаева в Грецию. По данным из одних источников с 1838 по 1840 год находилась в распоряжении русской миссии в Греции и совершала плавания вдоль греческих берегов в Средиземном и Адриатическом морях, согласно другим источникам в кампании тех же лет ежегодно принимала участие в операциях у берегов Кавказа в составе отрядов. 
22 мая (3 июня) 1840 года в составе эскадры вице-адмирала М. П. Лазарева принимала участие в высадке десанта в устье реки Псезуапсе. В кампанию того же года совершала плавания между Николаевым и Севастополем и крейсерские плавания в Чёрном море.
В 1841 году шхуна перешла из Севастополя в Константинополь, где поступила с распоряжение русской миссии в Греции. Из Константинополя шхуна ходила в плавания в Греческий Архипелаг и Средиземное море до Александрии и Бейрута. В следующем 1842 году «Ласточка» вернулась в Севастополь. 
В кампании с 1843 по 1845 год принимала участие в действиях флота у кавказского побережья в качестве крейсерского судна, а также выходила в практические плавания в Чёрное море в составе эскадр. В 1845 году также несла службу на рейде Севастополя и совершала плавания между Севастополем и Одессой.
В 1846 году несла службу на Севастопольском рейде, совершала плавания между Севастополем и Одессой, а также выходила в крейсерские плавания к абхазским берегам.
В кампании 1847—1851 годов вновь ежегодно участвовала в операциях у берегов Кавказа в составе отрядов, совершала крейсерские плавания вдоль побережья Абхазии. При этом в кампанию 1849 года принимала участие в отражении неприятельского нападения на Головинский форт, за что командиру шхуны лейтенанту барону Н. П. Фридериксу было объявлено монаршее благоволение.
3 (15) марта 1851 года была застигнута штормом, находясь на якорной стоянке в Цемесской бухте. Во время шторма на шхуне лопнула цепь плехтового якоря и, не удержавшись на других якорях, шхуна была выброшена на мель. Во время крушения для облегчения судна на нём экипажем были срублены все мачты. Экипажу удалось спастись и добраться до берега в полном составе. 6 (18) марта шхуну удалось снять с мели, после чего судно было отремонтировано и возвращено в состав флота.
В 1852 году вновь принимала участие в практических плаваниях эскадр кораблей Черноморского флота в Чёрное море, а также крейсерских плаваниях вдоль его восточных берегов.
В 1853 году ходила между Севастополем и Николаевым, а также совершила плавание в Константинополь и использовалась для выполнения гидрографических работ в Чёрном море.
Принимала участие в Крымской войне. В 1854 году находилась в Севастопольской гавани для охраны арсенала и блокшивов. В том же году была затоплена на Севастопольском рейде. После войны при расчистке Севастопольской бухты корпус шхуны был взорван.

## Командиры шхуны
Командирами парусной шхуны «Ласточка» в составе Российского императорского флота в разное время служили:
- лейтенант, а с 10 (22) июля 1840 года капитан-лейтенант В. И. Истомин (1838—1840 годы)[40];
- лейтенант, а с 26 марта (7 апреля) 1844 года капитан-лейтенант Л. А. Ергомышев (1840—1844 годы)[12];
- капитан-лейтенант А. Х. Винк (1845 год)[41];
- лейтенант, а с 6 (18) декабря 1846 года капитан-лейтенант А. Е. Данилевский (1846—1848 годы)[42];
- лейтенант барон Н. П. Фридерикс (1849 год)[29];
- капитан-лейтенант П. В. Воеводский (1850—1851 годы)[43];
- лейтенант Н. М. Станюкович (1852—1853 годы)[44].